# Single Inline Memory Module
| QS-Informatik | Dieser Artikel wurde wegen inhaltlicher Mängel auf der Qualitätssicherungsseite der Redaktion Informatik eingetragen. Dies geschieht, um die Qualität der Artikel aus dem Themengebiet Informatik auf ein akzeptables Niveau zu bringen. Hilf mit, die inhaltlichen Mängel dieses Artikels zu beseitigen, und beteilige dich an der Diskussion! (+) Begründung: Belegfrei |

Ein Single Inline Memory Module (kurz SIMM) (engl. für: einzelreihiges Speichermodul) ist eine Bauform von Speichermodulen, die vorwiegend für den Einsatz als Arbeitsspeicher in Computern entwickelt wurde. SIMMs wurden für den Einsatz mit Fast Page Mode DRAM (FPM) und später auch Extended Data Output RAM (EDO-RAM) gebaut und kamen Stand 2004 nur noch in Geräten wie Druckern oder Routern zum Einsatz. Gegenüber den bei Homecomputern und auch bei 80286- und 80386-Systemen früher weit verbreiteten einzelnen Speichermodulen erlaubten SIMMs eine erheblich vereinfachte Montage, weniger Platzbedarf, höhere Betriebssicherheit und geringere Kosten. In späteren 80386-Systemen und vor allem in 80486-Systemen waren SIMMs weit verbreitet. Im PC wurden sie seit ca. 1993 durch PS/2-SIMM-Module verdrängt. Der Übergang erfolgte in den späten 80486-Systemen. Auf Hauptplatinen aus der Übergangszeit fanden sich teilweise sowohl vier SIMM-Steckplätze als auch zwei oder drei PS/2-SIMM-Steckplätze. Die letzten 80486-Hauptplatinen besaßen nur noch zwei bis vier PS/2-SIMM-Steckplätze.

## Geschichte

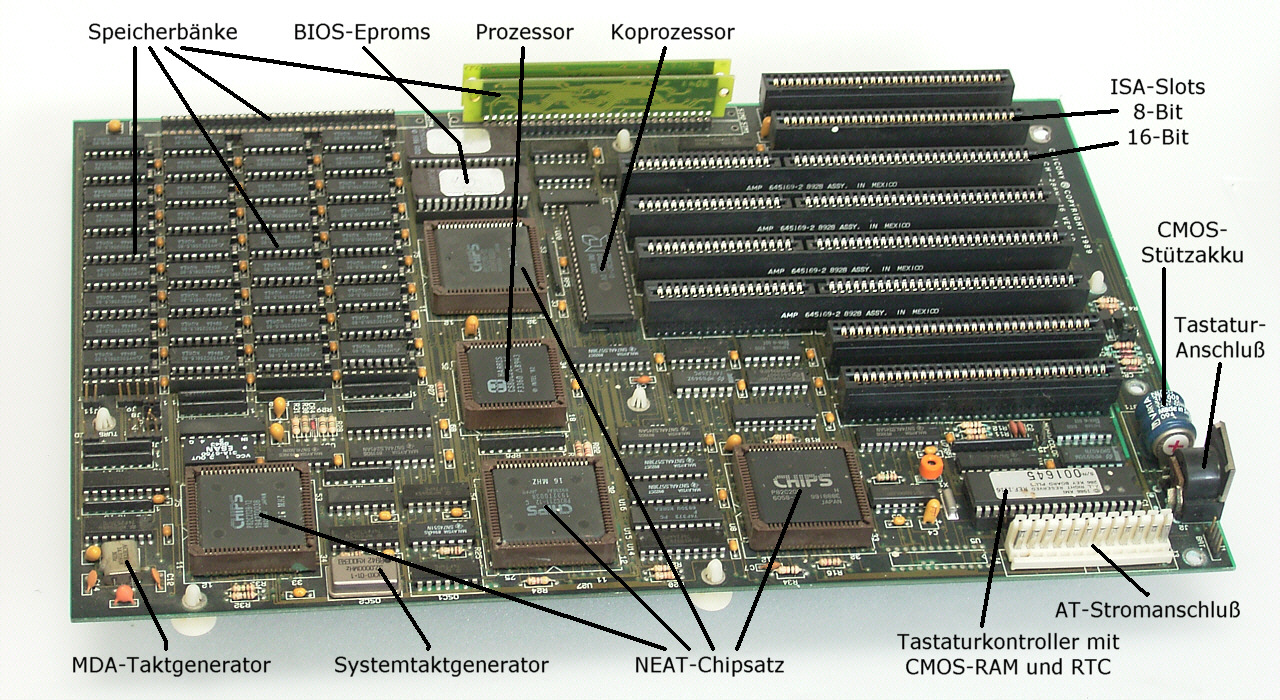
Hauptplatine für einzelne RAM-Bausteine

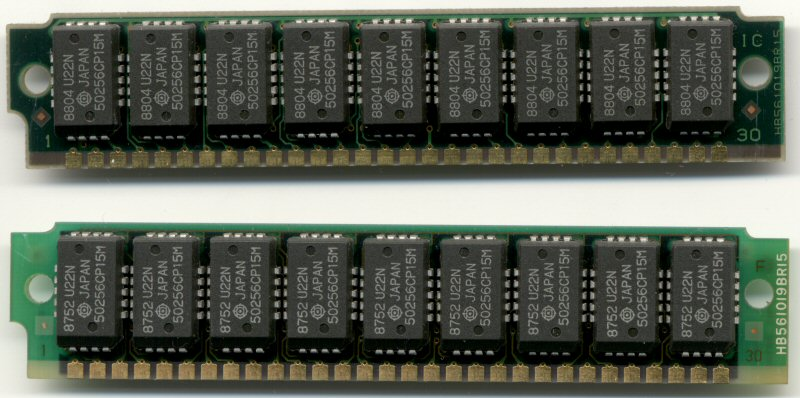
Zwei 30-polige SIMM-Riegel

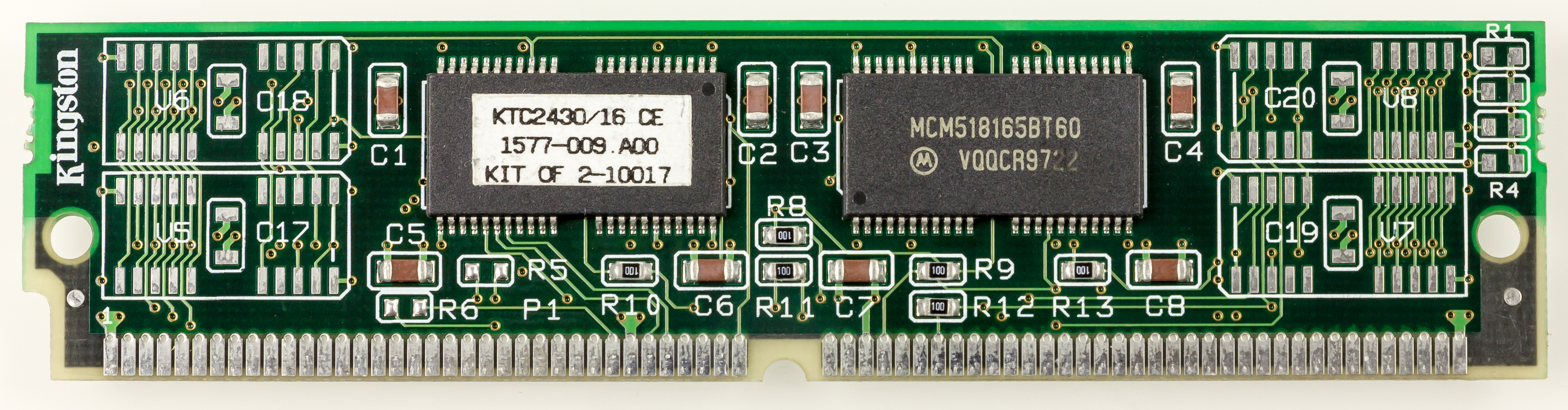
72-poliger PS/2-SIMM-Riegel von Kingston Technology

Die 30-poligen SIM-Module lösten Ende der 1980er einzeln auf Hauptplatinen oder auf separate Speichereinsteckkarten zu steckende RAM-Bausteine ab. Auf diesen befanden sich 36 oder 72 RAM-Sockel, in die jeweils 16-polige RAM-Bausteine 64K x 1 oder 256K x 1 (später waren auch teilweise 18-polige 1M x 1 möglich) zu stecken waren.
Beim 8088 hatten dies jeweils Vielfache von 9, bei 8086, 80286 und 80386SX Vielfache von 18 und beim 80386 Vielfache von 36 zu sein. Der Maximalausbau lag bei 8 oder 16 MiB Speicher.
Die 30-poligen SIM-Module ersetzten jeweils 9 dieser RAM-Steckplätze. Statt 36 oder 72 RAM-Steckplätzen gab es nun 4, 8 oder 16 30-polige SIM-Steckplätze. Die maximal mögliche Kapazität betrug 16 MiB pro Modul, was einen Maximalausbau von 128 oder 256 MiB Speicher erlaubte. Der Speichertyp war jetzt meist Fast-Page-Mode-RAM, das einen schnelleren Zugriff auf benachbarte Speicherzellen ermöglichte. Neben Modulen mit 9 gleichartigen RAM-Bausteinen gab es Module mit nur drei RAM-Bausteinen, zwei lieferten je 4 Datenbits, einer das Paritätsbit.
Die 30-poligen SIM-Module ihrerseits wurden Mitte der 1990er Jahre durch die 72-poligen PS/2-SIMM-Module ersetzt, die jeweils 32 Bit Daten lieferten. Üblich waren 4 Steckplätze, pro Modul waren maximal 128 MiB Speicher möglich, was bis zu 512 MiB Speicher ermöglichte.
Auf 80486er-Hauptplatinen konnten die Module einzeln gesteckt werden, auf Pentium-Hauptplatinen mussten sie paarweise gesteckt werden.
Als Speichertyp kam neben Fast-Page-Mode-RAM jetzt auch EDO-RAM zum Einsatz, das benachbarte Zugriffe weiter beschleunigte.
Paritätsbits, die bisher obligatorisch waren, wurden fakultativ und fielen meistens weg.
Die 72-poligen PS/2-SIMM-Module ihrerseits wurden Ende der 1990er durch 168-polige DIMM-Module ersetzt. Diese gab es als EDO-RAM, dieses wurde allerdings recht schnell durch SDR-SDRAM ersetzt.

## Bauformen
SIM-Module kamen in drei Arten vor:
1. Für 8 Bit Datenbusbreite wurde zunächst ein Modul mit 30 Kontaktpins definiert.[2] In PC-Systemen mit 80286- oder 80386SX-Prozessoren wurde mit diesen Modulen üblicherweise eine 16 Bit breite Speicheranbindung realisiert, indem immer zwei parallel angesteuerte 8-Bit-Module paarweise in das System eingebaut wurden. Rechner mit 32 Bit breitem Speicherbus, wie z. B. 80486-Systeme, benötigten für jede Speicherbank vier solcher Module, diese waren ca. 90 mm breit und 18 mm hoch. Damit es nicht falsch herum eingesteckt werden kann, war es an einer Seite mit einer Aussparung versehen (Siehe Bild).
2. Nur in der FPM-Variante üblich, elektrisch ansonsten identisch, arbeiteten SIPP-Module (Single Inline Pin Package). Anstelle der Kontaktflächen waren diese mit Kontaktstiften zur Montage in Buchsenleisten ausgestattet. Da es bei dieser Fassung keine mechanische Codierung gab, konnten sie auch falsch herum oder versetzt eingebaut und dadurch beim Einschalten des Rechners zerstört werden. Häufig, aber nicht in jedem Fall, konnten SIPP-Module nach Ablöten der Anschlussbeinchen auch in SIMM-Fassungen verwendet werden. In anderer Richtung existieren Adapter, mit denen SIMM-Module in SIPP-Steckplätzen verwendet werden konnten.
3. Für 32 Bit Datenbreite wurde später das PS/2-SIMM-Modul mit 72 Kontaktpins entwickelt, das eine erhebliche Platzeinsparung ermöglichte.[2] In der Übergangszeit konnte man mit Adaptern vier oder acht SIMM-Module in einen PS/2-Steckplatz einsetzen.

Im Gegensatz zu Dual Inline Memory Modulen (DIMM), die mit Ausnahme von Small Outline Dual Inline Memory Modulen (SO-DIMM) immer senkrecht zur Hauptplatine hineingedrückt wurden, wurden SIMM-Module ohne Kraftanwendung leicht schräg in den Sockel eingesetzt und durch Hochklappen über eine Federklinke fixiert.

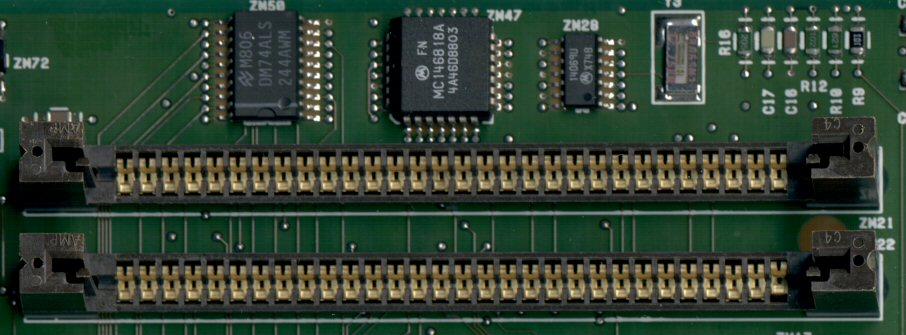
Zwei SIMM-Steckplätze auf einer „IBM PS/2 8550“-Hauptplatine
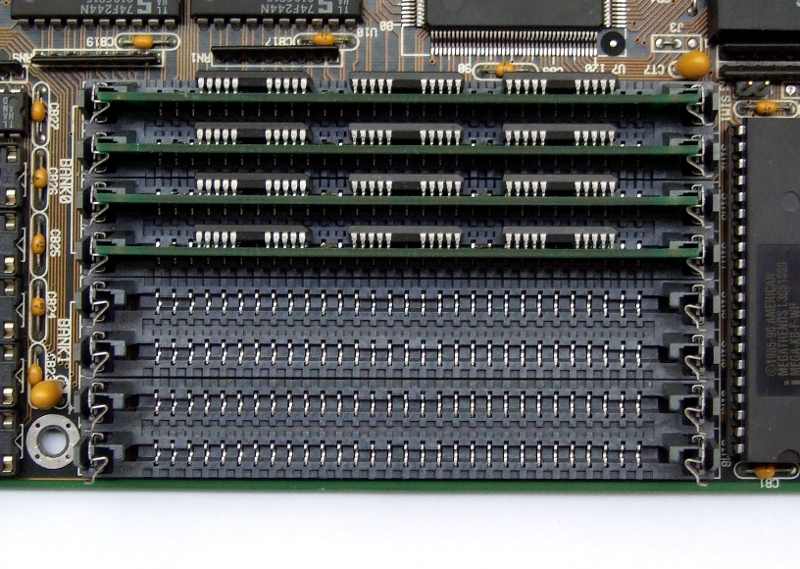
Acht 30-polige SIMM-Steckplätze auf 80486-Hauptplatine
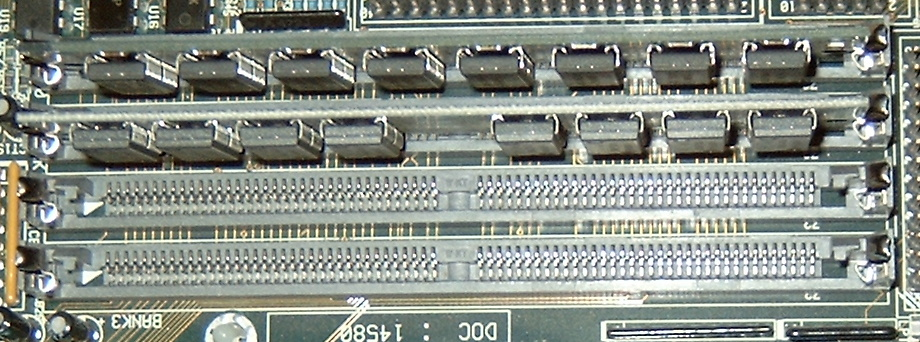
Vier 72-polige PS/2-SIMM-Steckplätze auf 80486-Hauptplatine
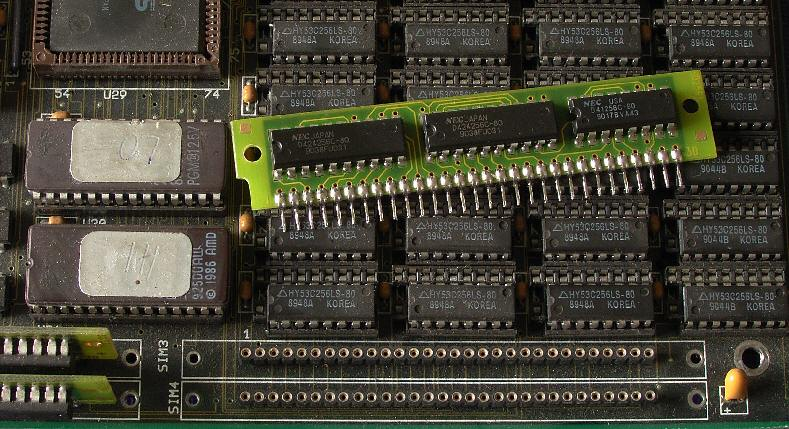
SIPP-Module neben konventioneller Speicherbestückung auf einer typischen 80286-Hauptplatine

## Speichergrößen
30-polige SIM- und SIPP-Module waren in 256-KiB-, 1-MiB- und 4-MiB-Varianten üblich, 16-MiB-Varianten waren wegen ihres damals hohen Preises kaum verbreitet. Die 72-poligen PS/2-SIMMs gab es in Größen zwischen 1 MiB und 128 MiB pro Modul, wobei die Größen 4 MiB, 8 MiB, 16 MiB und 32 MiB am weitesten verbreitet waren.